# Be with You (The Bangles)
Be with You è il terzo singolo del gruppo statunitense The Bangles tratto dall'album Everything, pubblicato nel 1989 dalla Columbia.

## Il brano
Il brano è stato composto dalla batterista del gruppo Vicki Peterson e da Walter Iglehart.
Il brano si è classificato al 30º posto nella classifica Billboard Hot 100 negli Stati Uniti e al 23º posto nella Official Singles Chart nel Regno Unito.

## Video
Nel video musicale del brano si vede il gruppo che si esibisce del vivo, alternato ad alcune inquadrature di Vicki Peterson che canta al microfono. Si nota anche Susanna Hoffs che suona una Fender Telecaster Thinline durante l'esibizione.

## Tracce
Vinile 7" USA
1. Be with You – 3:01 (V. Peterson, W. Igleheart)
2. Let it Go – 2:28 (D. Peterson, M. Steele, S. Hoffs, V. Peterson)

CD Maxi singolo UK
1. Be with You (Remix) – 3:01 (V. Peterson, W. Igleheart)
2. Let it Go – 2:28 (D. Peterson, M. Steele, S. Hoffs, V. Peterson)
3. In Your Room (Extended Remix) – 5:10 (S. Hoffs, B. Steinberg, T. Kelly)

## Formazione
Hanno partecipato alle registrazioni secondo le note dell'album:
The Bangles
- Susanna Hoffs – voce, chitarra, cori
- Vicki Peterson – voce, chitarra, mandolino, cori
- Michael Steele – voce, basso, chitarra, cori
- Debbi Peterson – voce, batteria, percussioni, cori

Tecnici
- Davitt Sigerson – produttore
- Ken Felton – ingegnere del suono
- John Beverly Jones – ingegnere del suono
- Joe Schiff – assistente ingegnere del suono
- Frank Filipetti – missaggio
- Doug Sax – mastering

## Classifiche
| Classifica (1989) | Posizione massima |
| ----------------- | ----------------- |
| Australia         | 37                |
| Austria           | 12                |
| Belgio (Fiandre)  | 35                |
| Canada            | 47                |
| Germania          | 32                |
| Irlanda           | 14                |
| Nuova Zelanda     | 41                |
| Paesi Bassi       | 26                |
| Regno Unito       | 23                |
| Stati Uniti       | 30                |
| Svizzera          | 19                |